# Viliam Kožík
Viliam Kožík (18. března 1929 – 1. října 2007) byl slovenský a československý politik Komunistické strany Slovenska a poslanec Sněmovny národů Federálního shromáždění za normalizace.

## Biografie
V letech 1970–1971 působil coby zástupce vedoucího oddělení Ústředního výboru Komunistické strany Československa. XVII. sjezd KSČ ho zvolil za člena Ústředního výboru Komunistické strany Československa. V období let 1968–1970 byl zástupcem ředitele Slovenského úřadu pro tisk a informace, pak od roku 1971 působil jako tajemník Ústřední rady československého ROH (Ústřední rada odborů). V této funkci se zmiňuje i k roku 1976. V letech 1967–1968 se uvádí jako účastník zasedání Ústředního výboru Komunistické strany Slovenska.
Ve volbách roku 1971 zasedl do slovenské části Sněmovny národů (volební obvod č. 119 – Považská Bystrica, Středoslovenský kraj). Mandát obhájil ve volbách roku 1976 (obvod Považská Bystrica), volbách roku 1981 (obvod Ilava) a volbách roku 1986 (obvod Ilava). Ve FS setrval do února 1989, kdy rezignoval z důvodu dlouhodobého pracovního pověření v zahraničí.